# Alexander Hall
Alexander Hall, född 11 januari 1894 i Boston, Massachusetts, död 30 juli 1968 i San Francisco, Kalifornien, var en amerikansk filmregissör. Han började sin karriär som barnskådespelare. Han regisserade sin första film 1916 och arbetade som regiassistent och klippare under 1920-talet. Han regisserade totalt över 40 Hollywoodfilmer. Under åren 1937–1947 var han kontrakterad av Columbia Pictures och specialiserade sig på sofistikerade komedifilmer, ofta med Melvyn Douglas i den manliga huvudrollen.

## Filmregi, urval
- 1933 – Nattens drottning
- 1934 – Nätter i Chinatown
- 1935 – Glada änkans millioner
- 1938 – Jag är lagen
- 1938 – Min fru detektiven
- 1939 – En flicka på väg till Paris
- 1939 – Den förbluffande Mr. Williams
- 1940 – Den så kallade kärleken
- 1940 – Man tror vi är gifta...
- 1940 – Han stannade till frukost
- 1941 – Som man bäddar...
- 1941 – Min ande på villovägar
- 1942 – Pass för den blonda!
- 1944 – Kärlek och astronomi
- 1947 – Dansens gudinna